# Macenta
Macenta est la capitale de la Préfecture de Macenta, située dans les hauts plateaux de Guinée (à 620 m) sur la route de Nzérékoré à Guéckédou. La rivière Niandan rejoint la rivière Makona près de Macenta.

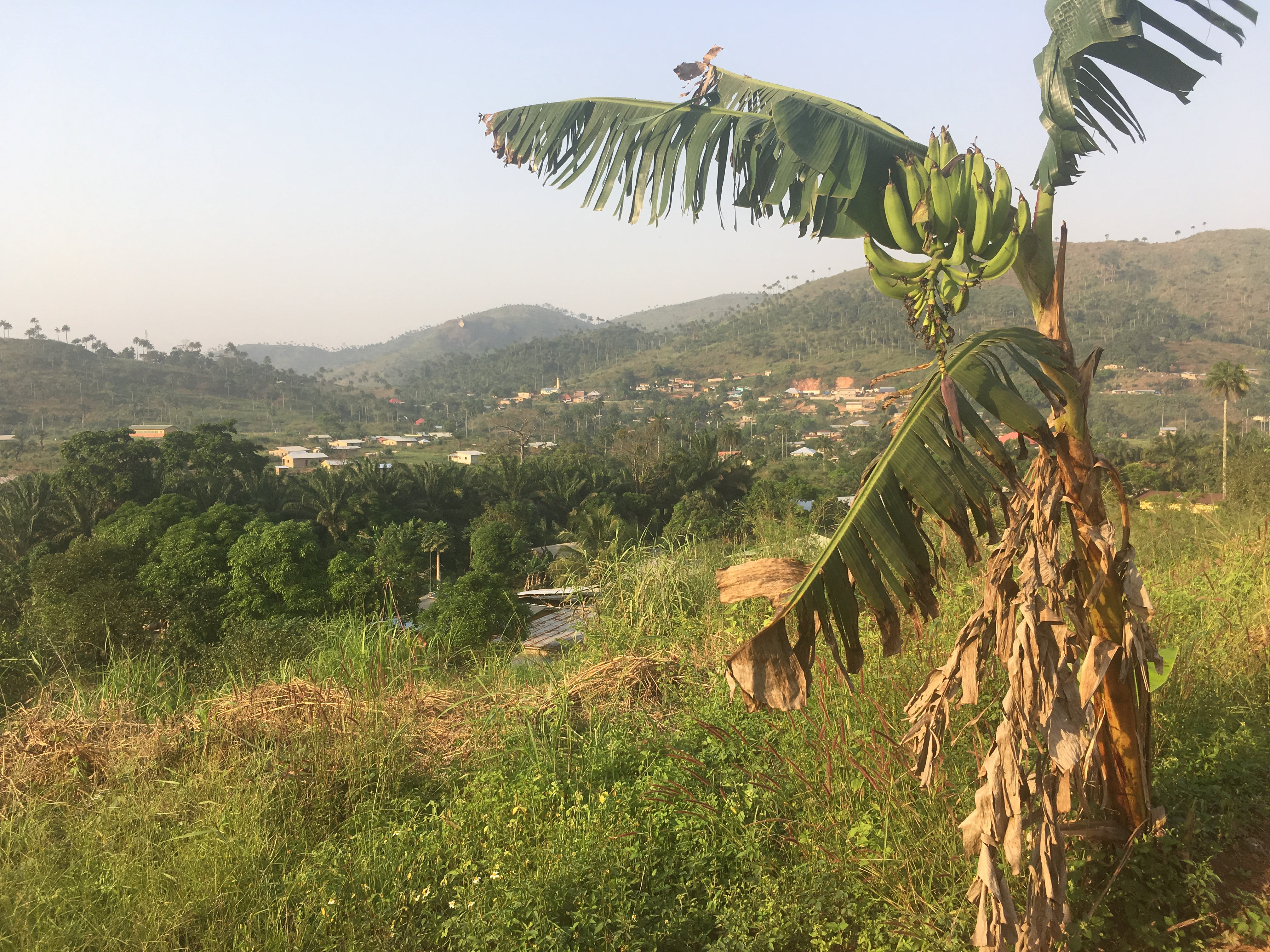
Macenta

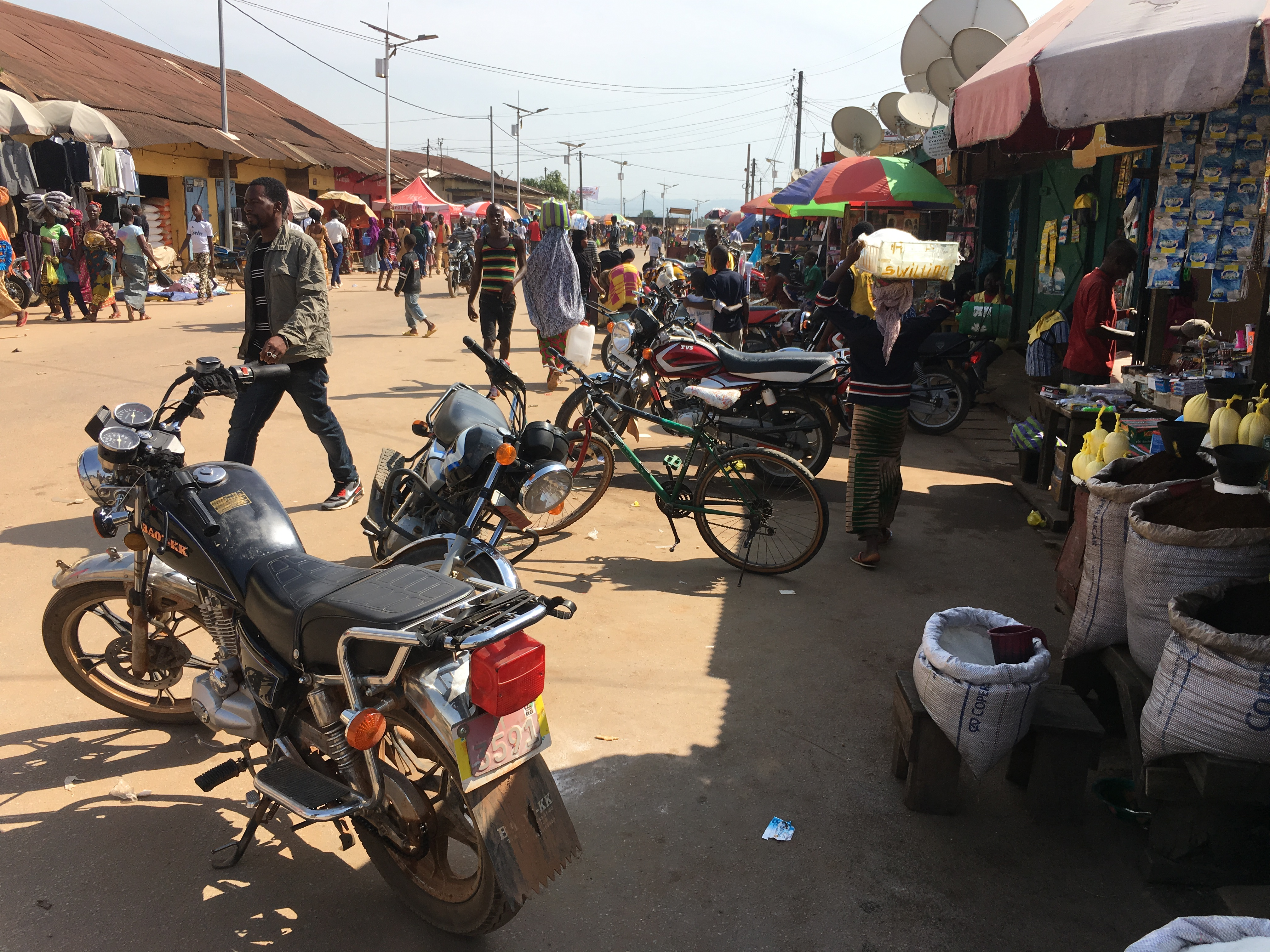
MarktMacenta

## Économie
Macenta est le principal bourg commercial de thé, café, riz, manioc, beurre de karité, noix de kola, huile de palme. Une usine de transformation de thé a été construite à Macenta en 1968, et la ville possède une station de recherche agricole, une scierie et plusieurs écoles secondaires.
La ville est desservie par l'aéroport de Macenta. c'est la 14eme plus grande ville de la guinée.

## Personnalités nées ou liées à Macenta

### Personnalité
- Hadja Andrée Touré née à Macenta en 1934
- Sigrid Avrillier née Brunswick le 2/10/1948 à Macenta
- Elise Koivogui née à Macenta le 2 juillet 1988

### Sportifs
- Morgan Guilavogui
- Josuha Guilavogui
- sawoulou Dopavogui biologiste laborantin